# Vignanello Greco spumante
Il Vignanello Greco spumante è un vino DOC la cui produzione è consentita nella provincia di Viterbo.

## Caratteristiche organolettiche
- colore: spuma fine e persistente-colore paglierino più o meno intenso.
- odore: delicato più o meno fruttato.
- sapore: armonico, caratteristico.

## Produzione
Provincia, stagione, volume in ettolitri
- nessun dato disponibile